# Humphries-Gletscher
Der Humphries-Gletscher ist ein steiler Gletscher in den Victory Mountains des ostantarktischen Viktorialands. Er fließt 5 km östlich des Ingham-Gletschers in hauptsächlich südwestlicher Richtung zum Borchgrevink-Gletscher, den er nordwestlich des Mount Prior erreicht.
Der United States Geological Survey kartierte ihn anhand eigener Vermessungen und Luftaufnahmen der United States Navy aus den Jahren von 1960 bis 1962. Das Advisory Committee on Antarctic Names benannte ihn 1964 nach dem neuseeländischen Ionosphärenforscher John Gerard Humphries, der 1957 auf der Hallett-Station tätig war.